# Thébaïde (Égypte)
Pour les articles homonymes, voir Thébaïde.
La Thébaïde, en grec ancien Θηβαΐς Thēbaïs, en grec moderne Θηβαΐδα Thēbaïda, était une région méridionale de l'Égypte antique. Son nom provient de sa capitale Thèbes.

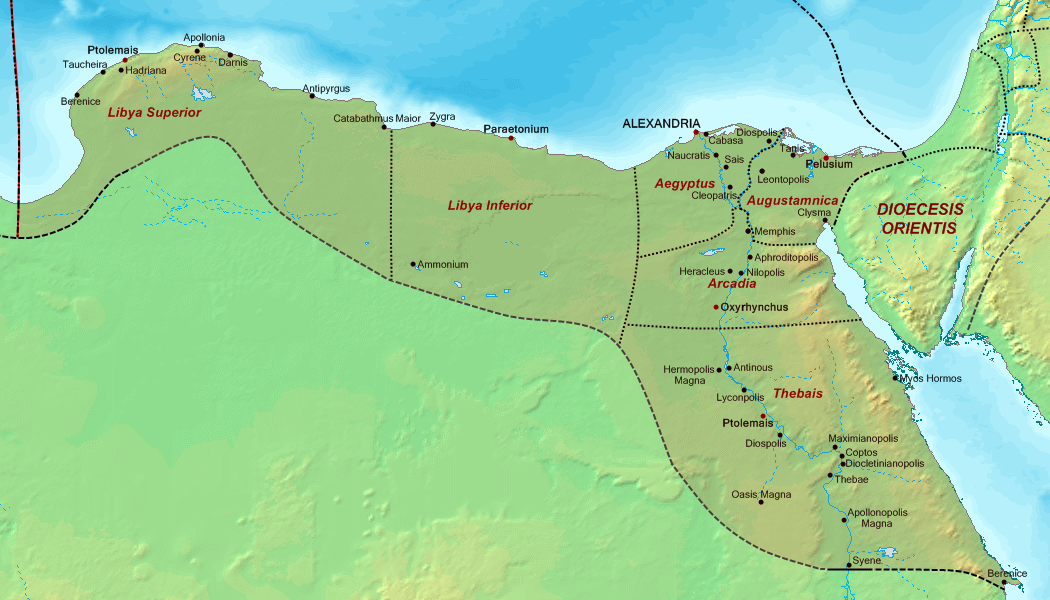
Diocèse d'Égypte vers 400.

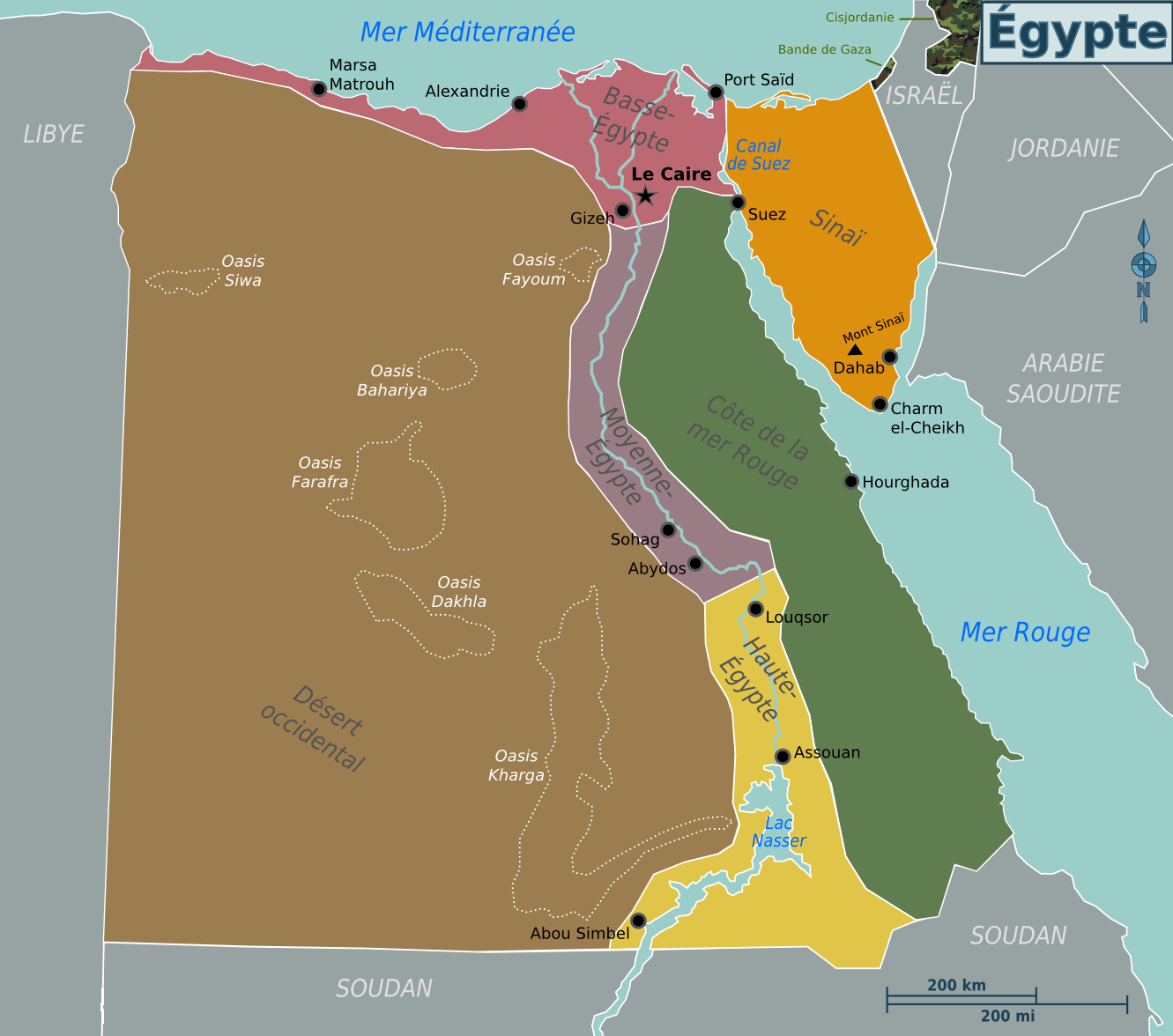
Moyenne-Égypte.

## Histoire
On comprend sous cette appellation tantôt seulement les sept nomes de la Haute-Égypte (Tentyra, Coptos, Thèbes, Hermonthis, Latopolis, Apollinopolis Magna, Ombos), tantôt les huit qui forment la partie sud de la Moyenne-Égypte  (Diospolis Parva, Abydos, This, Chemmis, Aphroditopolis, Antaeopolis, Hypselis, Lycopolis), ainsi que la Grande Oasis, qui sous les Romains formait aussi un nome.
Sous les Ptolémées, la Thébaïde forma un district administratif dirigé par l'Épistratège de Thèbes, qui avait également la responsabilité de la navigation sur la mer Rouge et l'océan Indien.
Sous l'Empire romain, Dioclétien créa la province de Thébaïde, contrôlée par les légions I Maximiana Thebanorum et II Flavia Constantia. Elle fut ultérieurement divisée en Thébaïde supérieure (Thebais Superior) pour la moitié méridionale avec Thèbes pour chef-lieu, et Thébaïde inférieure (Thebais Inferior) pour la moitié septentrionale avec pour chef-lieu Ptolémaïs.
La partie habitée de la Thébaïde était entourée à l'est et à l'ouest de déserts dans lesquels se retirèrent les premiers ermites et anachorètes chrétiens, comme saint Macaire, saint Pacôme, saint Antoine l'Ermite, saint Jean d'Égypte ; cela explique le sens de « lieu isolé et sauvage », servant de retraite, que le mot a pris en français dans la langue littéraire.